# Fontaine d'Osman-bey à Podgorac
La fontaine d'Osman-bey à Podgorac (en serbe cyrillique : Осман бегова чесма у Подгорцу ; en serbe latin : Osman begova česma u Podgorcu) se trouve à Podgorac, dans la municipalité de Boljevac et dans le district de Zaječar, en Serbie. Elle est inscrite sur la liste des monuments culturels protégés de la République de Serbie (identifiant no SK 476).

## Présentation
La fontaine a été érigée à la fin du XVIIIe siècle et construite en pierres selon un projet de maîtres ottomans. Familièrement connue sous le nom de « fontaine de Hajduk Veljko », elle a conservé sa fonction d'origine.